# Vasyl' Stankovyč
Vasyl' Vasyl'ovyč Stankovyč (in ucraino Василь Васильович Станкович?, in russo Василий Васильевич Станкович?, Vasilij Vasil'evič Stankovič; Iršava, 25 aprile 1946) è un ex schermidore sovietico, vincitore di due medaglie d'argento nella scherma ai giochi olimpici.